# Mandojana
Mandojana en espagnol ou Mandoia en basque, est un village ou contrée faisant partie de la municipalité de Vitoria-Gasteiz dans la province d'Alava dans la Communauté autonome basque.
Ce village se situe à 2 km de l'aéroport de Vitoria-Gasteiz.

## Démographie
| 2000 | 2001 | 2002 | 2003 | 2004 | 2005 | 2006 | 2007 |
| ---- | ---- | ---- | ---- | ---- | ---- | ---- | ---- |
| 18   | 19   | 17   | 17   | 18   | 18   | 16   | 21   |

## Voir également
- Liste des municipalités d'Alava